# SpaceDev
SpaceDev war ein von Jim Benson gegründetes börsennotiertes US-amerikanisches Unternehmen und wird der Raumfahrtindustrie zugeordnet. Es ist bekannt für seine Arbeit im Bereich Raumflug und Mikrosatelliten.

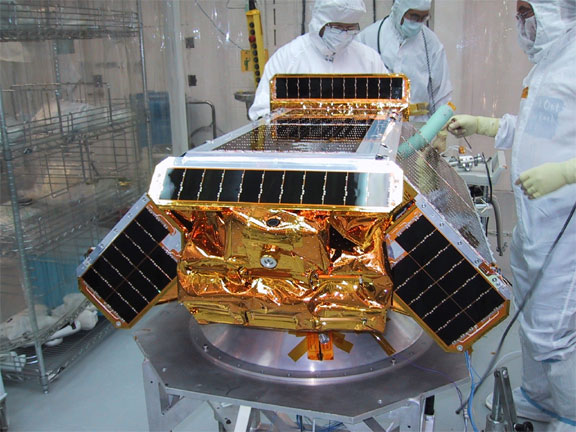
CHIPSAT, der erste von SpaceDev gebaute Satellit

Der Sitz des Unternehmens liegt in der Nähe von San Diego in Poway. Das Ziel des Unternehmens war es, routinemäßige, kommerzielle Raumflüge zu ermöglichen und den Weltraum so der ganzen Menschheit zu eröffnen.
Im Oktober 2008 gab SpaceDev bekannt, dass eine Vereinbarung zum Verkauf des Unternehmens an die Sierra Nevada Corporation (SNC) unterzeichnet wurde.

## Antriebstechnologien
Für das von der Firma Scaled Composites gebaute SpaceShipOne wurde ein hybrides Raketentriebwerk entworfen und konstruiert. Des Weiteren wurden Mikro- und Nanosatelliten sowie eine eigene Trägerrakete, genannt Streaker entworfen, bislang aber nicht gebaut.

## Dream Chaser
Am 20. September 2004 gab SpaceDev die Zusammenarbeit mit der NASA für einen Raumgleiter vor dem Hintergrund der Vision for Space Exploration-Planungen bekannt. Zu dieser Zeit stand bereits der Name Dream Chaser fest, jedoch lag die Grundkonfiguration nur als Konzept vor, zumal SpaceDev auch an einem suborbitalen Fluggerät unter gleichem Namen arbeitete. Bereits im Vorfeld zum offiziellen Start des COTS-Programms 2005 wurde von SpaceDev nach der Sichtung verschiedener Raumgleiterstudien bekanntgegeben, das NASA HL-20-Projekt als Grundlage nutzen zu wollen. 2006 erwarb SpaceDev von der NASA die Lizenzrechte an HL-20.
Bereits zuvor war es SpaceDev gelungen vom US-Luftwaffen-Forschungslabor (AFRL) einen Auftrag in Höhe von 2,7 Mio. US-Dollar zu erhalten. Damit sollte ein Hybridraketentriebwerk entwickelt werden, das auch für den Dream Chaser vorgesehen war.
Die Entwicklung des Raumschiffs wurde nach 2008 mit angepasstem Konzept von SNC fortgeführt.

## Satellitentechnologien
SpaceDev hatte sich auf die Herstellung von Mikrosatelliten spezialisiert. So wurde der Forschungssatellit CHIPSat für die NASA gebaut und erfolgreich ins All befördert. Des Weiteren wurde auch der Satellit Trailblazer hergestellt, der allerdings beim dritten Testflug der Falcon-1-Rakete zerstört wurde.